# Печето ди Валенца
Печѐто ди Валѐнца (на италиански: Pecetto di Valenza; на пиемонтски: Apsej, Апсей) е село и община в Северна Италия, провинция Алесандрия, регион Пиемонт. Разположено е на 212 m надморска височина. Населението на общината е 1260 души (към 2010 г.).